# Großsteingrab Stasevang 4
Das Großsteingrab Stasevang 4 ist eine megalithische Grabanlage der jungsteinzeitlichen Nordgruppe der Trichterbecherkultur im Kirchspiel Karlebo in der dänischen Kommune Fredensborg.

## Lage
Das Grab liegt westlich von Kokkedal im Südosten des Waldgebiets Stasevang. Es ist eines von insgesamt sechs bekannten Großsteingräbern in diesem Wald. Nur 20 m südwestlich befindet sich das Großsteingrab Stasevang 5. In der näheren Umgebung gibt bzw. gab es zahlreiche weitere megalithische Grabanlagen. 

## Forschungsgeschichte
In den Jahren 1884 und 1942 führten Mitarbeiter des Dänischen Nationalmuseums Dokumentationen der Fundstelle durch.

## Beschreibung
Die Anlage besitzt eine ost-westlich orientierte ovale Hügelschüttung mit einer Länge von etwa 14 m und einer Breite von etwa 10 m. Von der Umfassung sind zwölf Steine erhalten.
Die in der Mitte des Hügels gelegene Grabkammer ist als Dolmen anzusprechen. Sie ist nord-südlich orientiert und hat einen rechteckigen Grundriss. Ihre Maße sind unbekannt. Von der Kammer sind noch der nördliche Abschlussstein und zwei Wandsteine der östlichen Langseite erhalten.